# Delfinowiec białonosy
Delfinowiec białonosy, delfin białonosy (Lagenorhynchus albirostris) – gatunek ssaka z rodziny delfinowatych (Delphinidae). Gatunek słabo poznany.

## Taksonomia
Gatunek po raz pierwszy zgodnie z zasadami nazewnictwa binominalnego opisał w 1846 roku angielski zoolog John Edward Gray nadając mu nazwę Lagenorhynchus albirostris. Holotyp pochodził z Great Yarmouth, w Norfolk, w Wielkiej Brytanii. Na okaz typowy składały się szkielet i figura zwierzęcia znajdująca się w Muzeum Historii Naturalnej w Londynie (numer katalogowy 	BMNH 916a-48.7.12.12), zebrana przez pana Brightwella.
Analizy przeprowadzone w 2019 roku w oparciu o dane molekularne ujawniły, że tradycyjnie uznawany Lagenorhynchus nie jest monofiletyczny i należy podzielić go na trzy odrębne rodzaje: Lagenorhynchus, Leucopleurus i Sagmatias. Lagenoriynchus albirostris należy do wyizolowanej linii w obrębie Delphinidae i jest jedynym żyjącym współcześnie przedstawicielem rodzaju delfinowiec (Lagenorhynchus). Autorzy Illustrated Checklist of the Mammals of the World uznają ten gatunek za monotypowy.

### Etymologia
- Leucopleurus: gr. λευκος leukos „biały”; πλευρον pleuron „żebra, boki”[16].
- albirostris: łac. albus „biały”; -rostris „-dzioby”, od rostrum „dziób”[17].

## Zasięg występowania
Delfinowiec białonosy występuje od umiarkowanych do subarktycznych wód północnej części Oceanu Atlantyckiego, w tym południowa Cieśnina Davisa, Zatoka Świętego Wawrzyńca, Morze Barentsa i Morze Północne, na południe do Cape Cod (Stany Zjednoczone) na wschodzie i wybrzeża północnej Francji na zachodzie; obserwacje poza granicami Morza Bałtyckiego i Zatoki Biskajskiej oraz wzdłuż Półwyspu Iberyjskiego.

## Morfologia
Długość ciała 240–310 cm; masa ciała 180–350 kg. Występuje dymorfizm płciowy – dorosłe samce są nieco większe i cięższe od dorosłych samic. Noworodki osiągają długość ciała 110–120 cm przy ciężarze około 40 kg. Delfinowce białonose są na grzbiecie i bokach czarne, pod spodem białe.

## Ekologia
Delfinowce białonose są zwierzętami socjalnymi, pływają w stadach złożonych zwykle z kilkudziesięciu osobników, rzadziej pojedynczo. Żywią się rybami. Biologia rozrodu gatunku jest słabo poznana.

### Pokarm
Głównym składnikiem diety delfina białonosego według badań Jefferson i innych z 1993 roku są ryby jak dorsz (Gadus morhua), śledź oceaniczny (Clupea harengus), plamiak (Melanogrammus aeglefinus), karlik (Trisopterus minutus), bielmik (Trisopterus luscus), witlinek (Merlangius merlangus), gromadnik (Mallotus villosus) i morszczuk zwyczajny (Merluccius merluccius). Późniejsze badania wykazały także Scomber, Pleuronectese, Limanda, Eleginus i Hyperoplus.

## Status zagrożenia
W Czerwonej księdze gatunków zagrożonych Międzynarodowej Unii Ochrony Przyrody i Jej Zasobów został zaliczony do kategorii LC (ang. least concern „najmniejszej troski”).